# Alexandre Ier de La Rochefoucauld
Alexandre Ier de La Rochefoucauld, 5e duc de La Rochefoucauld, duc de La Roche-Guyon, comte de Montignac, né le 27 septembre 1690 à Paris, paroisse Saint-Sulpice et mort dans la même paroisse le 4 mars 1762, est un militaire et aristocrate français. Son décès et celui de ses deux fils mettent fin à la descendance directe de la branche aînée mâle des duc de La Rochefoucauld. Son petit-fils en ligne féminine, Louis Alexandre de La Rochefoucauld lui succède.

## Biographie
Sixième enfant de François VIII de La Rochefoucauld et Madeleine Charlotte Le Tellier, Alexandre de La Rochefoucauld a pour grands-pères François VII de La Rochefoucauld, 3e duc de La Rochefoucauld, grand-maître de la Garde-robe, puis grand-veneur du Roi Louis XIV, et François Michel Le Tellier, marquis de Louvois, l'un des principaux ministres du même Louis XIV.
Alexandre succède comme héritier des titres familiaux, à son frère François IX de La Rochefoucauld, mort à 18 ans de la petite vérole, en 1699, puis à ses deux autres frères, Michel Camille de La Rochefoucauld, mort en 1712, et Roger de La Rochefoucauld, mort en 1717.
À la mort de son père, en 1728, il devient le 5e duc de La Rochefoucauld, pair de France, chevalier des ordres du Roi, grand-maître de la Garde-robe du Roi.
Il se lance très tôt dans une carrière militaire tout comme ses prédécesseurs, mais choisit cependant de s'engager dans la Marine royale. Il porte tout d'abord le titre de Comte de Montignac puis de comte de Duretal. Il devient garde de marine en 1705. Il fait son baptême du feu au sein de l'escadre du chevalier de Forbin, est promu enseigne de vaisseau en 1708, pour devenir capitaine de vaisseau en 1710 après avoir embarqué à Dunkerque pour une campagne sur les côtes écossaises.
Il abandonne en 1712 sa carrière dans la Marine royale pour un régiment de cavalerie, où il s'illustre notamment aux sièges de Douai et Quesnoy lors de la guerre de Succession d'Espagne. Des lettres patentes du 4 mars 1713 lui attribuent le titre de duc de La Roche-Guyon. Il participe à la campagne d'Allemagne et fait le siège de Landau et Fribourg, dernières batailles de cette guerre sur le théâtre européen. Il est alors fait brigadier des armées du roi en 1719, mais le roi le démet de ses fonctions en 1727 au profit de son frère.
À la mort de son père, il devient très proche du roi Louis XV, dont il obtient des lettres patentes autorisant la transmission en ligne féminine du titre de duc de La Rochefoucauld., à son gendre.
Il tombe en disgrâce auprès de Louis XV à cause de son hostilité à l'égard de la duchesse de Châteauroux, après le séjour du Roi à Metz, en 1744.
Il s'adonne alors à la géographie, à la philosophie et autres sciences. Il séjourne fréquemment dans ses domaines de La Roche-Guyon et Liancourt, qu'il s'occupe d'embellir et d'améliorer.

### Mariage et descendance
Il épouse les 29 et 30 juillet 1715, Élisabeth de Bermond du Caylard de Toiras (château de Bernis, 20 décembre 1691 - château de Liancourt, 30 septembre 1752), unique enfant de Jacques François de Bermond du Caylard, marquis de Toiras, et de Françoise Louise de Bérard, marquise de Vestric.
Elle lui donne deux fils morts en bas âge, et trois filles, ce qui mettait fin à la descendance mâle directe de la branche des premiers ducs de La Rochefoucauld. De façon exceptionnelle, Louis XV, en accord avec une dispense pontificale, autorise la transmission du titre ducal par les femmes si celles-ci épousent un La Rochefoucauld. Dont :
- Marie-Louise-Nicole-Élisabeth de La Rochefoucauld, dame de La Roche-Guyon (Paris, 22 septembre 1716 - Paris, 31 mai 1797) mariée en 1731 avec Guy de La Rochefoucauld, duc de La Roche-Guyon, son oncle, mort peu après, puis en 1732 avec Jean-Baptiste de La Rochefoucauld de Roye, duc d'Anville (1707-1746), fils de Louis de La Rochefoucauld, marquis de Roye, lieutenant-général des galères, et de Marthe du Casse. Ils ont notamment un fils, Louis Alexandre de La Rochefoucauld, à qui le titre reviendra ;
- François de La Rochefoucauld (31 décembre 1717 - septembre 1718) ;
- Marie de La Rochefoucauld, dame de Liancourt (décembre 1718 - septembre 1789), mariée en 1737 avec Louis François Armand de La Rochefoucauld de Roye, 1er duc (à brevet) d'Estissac (1695-1783), fils de Charles de La Rochefoucauld, comte de Blanzac, et de Marie Henriette d'Aloigny de Rochefort. Dont postérité ;
- François de La Rochefoucauld (21 octobre 1720 - 19 avril 1721) ;
- Adélaïde de La Rochefoucauld (21 janvier 1722 - 9 août 1737)[4].